# 田余村
田余村（たまりむら・たあまりむら）は茨城県新治郡にかつて存在した村である。

## 地理
- 旧玉里村の西部、現在の小美玉市の南西部に位置する。
- 霞ヶ浦に面している。

## 歴史
村名はかつて存在した田余郷に由来する。

### 村域の変遷
- 1889年（明治22年）4月1日 - 町村制施行により、上玉里村・高崎村・田木谷村・栗又四箇村が合併し新治郡田余村が発足。
- 1955年（昭和30年）3月31日 - 玉川村が合併し玉里村が発足。同日田余村廃止。

変遷表
| 1868年 以前 | 1868年 以前 | 明治22年 4月1日 | 昭和30年 3月31日 | 平成18年 2月20日 | 現在     |
| ----------- | ----------- | --------------- | ---------------- | ---------------- | -------- |
|             | 上玉里村    | 田余村          | 玉里村           | 小美玉市         | 小美玉市 |
|             | 高崎村      | 田余村          | 玉里村           | 小美玉市         | 小美玉市 |
|             | 田木谷村    | 田余村          | 玉里村           | 小美玉市         | 小美玉市 |
|             | 栗又四箇村  | 田余村          | 玉里村           | 小美玉市         | 小美玉市 |

## 大字
- 上玉里（かみたまり）
- 高崎（たかさき）
- 田木谷（たぎや）
- 栗又四箇（くりまたしか）

## 人口・世帯

### 人口
総数 [単位： 人]
| 1891年（明治24年） | 2,008 |
| 1920年（大正 9年） | 2,572 |
| 1935年（昭和10年） | 2,832 |
| 1950年（昭和25年） | 3,926 |

### 世帯
総数 [単位： 世帯]
| 1920年（大正 9年） | 494 |
| 1935年（昭和10年） | 592 |
| 1950年（昭和25年） | 692 |

## 交通

### 鉄道
- 鹿島鉄道（当時は鹿島参宮鉄道）
  - 鹿島鉄道線
    - 玉里駅 - 新高浜駅 - 四箇村駅 -常陸小川駅